# Crisi del segle III
La crisi del segle iii fou un període que assolà els territoris de l'Imperi Romà a partir de les primeres invasions dels bàrbars.

## Antecedents

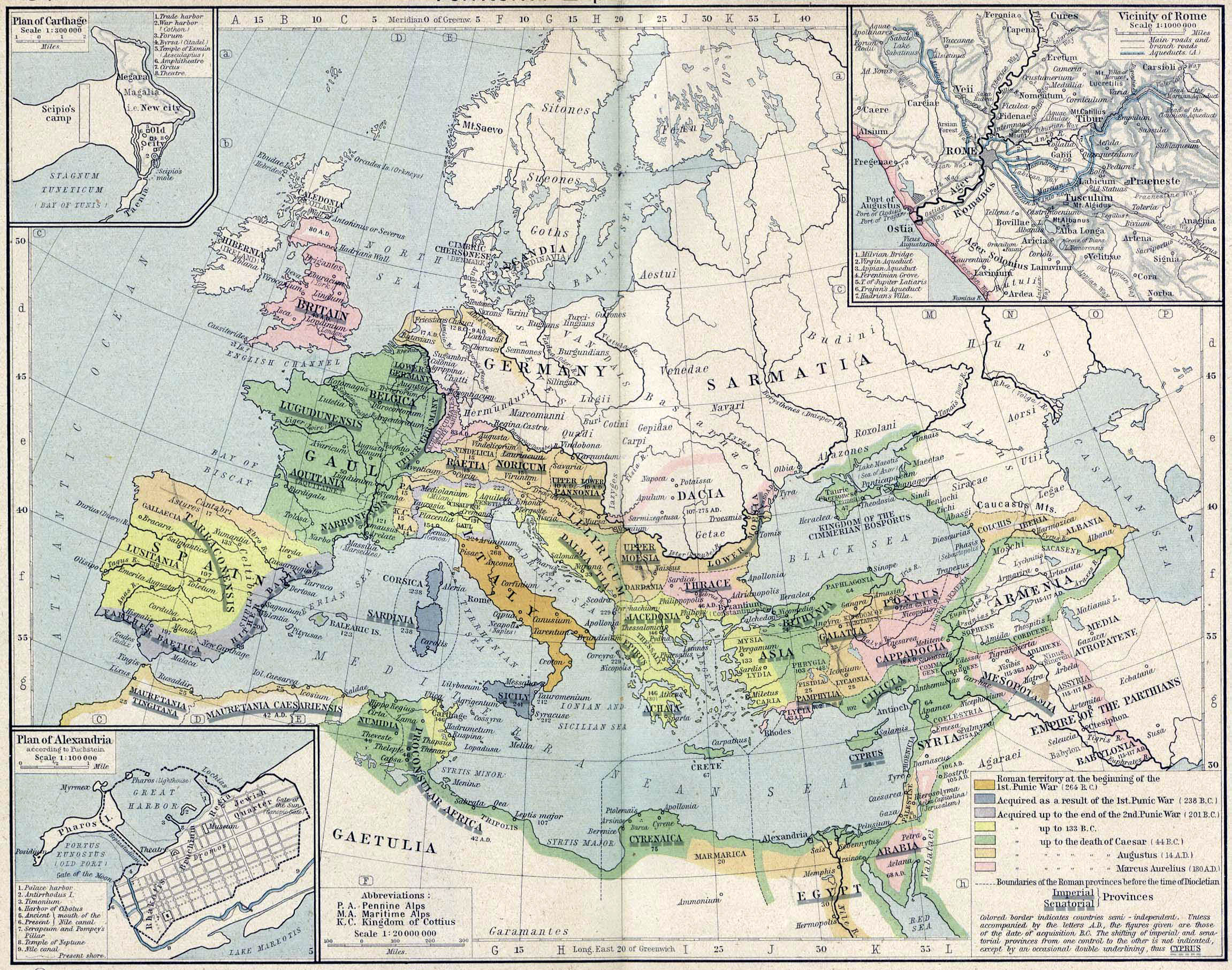
L'expansió de l'Imperi Romà fins a finals del

Durant els segles i i ii, l'Imperi Romà fundat per August aconseguí de mantenir un equilibri econòmic i polític entre les diverses parts constitutives dels territoris que el componien. Al segle iii, les tensions es manifestaren de forma palesa. A l'exterior, la pressió dels bàrbars es feu insostenible i les diverses entrades de tribus germàniques, normandes i magiars per territoris de l'imperi esdevingueren cada cop més freqüents i més costoses de reprimir.
Des de mitjan segle ii, l'expansió militar romana s'havia acabat i amb això la font principal d'obtenció d'esclaus i font d'ingressos dels impostos dels perdedors i dels botins de guerra. La crisi del segle iii marcà l'inici de la decadència. L'emperador Còmmode es va esforçar a pal·liar-la amb mesures com la devaluació de la moneda.

## Dinastia Severa
Finalment, s'imposà la dinastia Severa amb Septimi Sever suportat per l'exèrcit. El succeí el seu fill Caracal·la, que donà la ciutadania romana a totes les persones lliures. La dinastia va intentar en va reduir les despeses de l'exèrcit i augmentà la pressió fiscal. L'últim Sever morí assassinat per les legions del Rin. El control de la dinastia sobre l'imperi es va veure interromput pels regnats conjunts de Macrí i el seu fill Diadumenià. Les dones de la dinastia, incloses Júlia Domna, la mare de Caracalla i Geta, i les seves nebodes Júlia Soemias i Júlia Mamaea, les mares respectivament d'Elagabal i Severus Alexandre, i la seva pròpia mare, Júlia Maesa, van ser totes poderoses augustes i instrumentals per assegurar el seu posicions imperials dels fills. Encara que Septimi Sever va restablir la pau després de la convulsió de finals del segle II, la dinastia es va veure pertorbada per les relacions familiars altament inestables i la constant agitació política, en especial, la discòrdia entre Caracalla i Geta i la tensió entre Elagàbal i Alexandre Sever s'afegeixen a l'agitació.

## Anarquia militar
L'anarquia militar és un període de la Crisi del segle iii que va assolar l'Imperi Romà entre el 235 i el 270, en la qual regnaren una multitud d'emperadors sense poder. En aquest període també s'intensificaren les invasions bàrbares (gots, alamans, francs), i els primers intents de desmembrament de l'imperi. A l'altra punta de l'imperi, els sassànides reemplaçaren els parts a l'Orient en la seva hostilitat amb Roma.
En 238 van regnar sis emperadors en el conegut com Any dels sis emperadors. Gordià I i el seu fill i coemperador Gordià II es van revoltar contra el tirà Maximí i foren fàcilment derrotats a Cartago pel procurador de Numídia Capel·lià, Gordià II va morir i altres nobles van fugir. El senat va decidir continuar la lluita contra Maximí, que estava a Germània, i proclamà coemperadors a Balbí i Pupiè, però, per raons de legitimitat dinàstica i de pressió popular, aviat es van veure obligats a afegir un cèsar associat, el jove de tretze anys Gordià III. Tres emperadors tenien el títol d'emperador, encara que a la pràctica el govern a Roma l'exercia Balbí, mentre que Pupiè va marxar amb un exèrcit a enfrontar-se a Maximí, el qual fou derrotat a Aquileia. Tres mesos després, Balbí i Pupiè foren assassinats a mans de la Guàrdia Pretoriana (maig de l'any 238), i Gordià III fou proclamat únic august amb el suport de les tropes (entre el maig i l'agost del 238, dada que varia segons els textos). Llavors va ser reconegut com a únic emperador i en el seu honor es van celebrar jocs: representacions de teatre i exhibicions gimnàstiques.
El 249 Deci fou proclamat emperador per les legions romanes de Mèsia i amb elles es va dirigir cap a Itàlia per enfrontar-se a Felip l'Àrab, a qui va derrotar i matar en la batalla de Verona afeblint les defenses de la zona balcànica, moviment aprofitat per un exèrcit de 70.000 escites i carps comandat pel rei Cniva que creuà el Danubi per Oescus i envaí Mèsia, probablement en dos columnes. El cos principal, comandat pel mateix Cniva, va arribar fins Novae, però allí foren rebutjats pel general i futur emperador Trebonià Gal i es desviaren fins Nicòpolis. Deci es va dirigir a Dàcia, on derrotà i va fer fugir als carps i a continuació va acudir al rescat de Nicòpolis, on va sorprendre i derrotar les tropes de Cniva. La victòria, però, no fou completa i els gots travessaren tota la península dels Balcans per atacar la ciutat de Filipòpolis. A la ciutat, el governador Titus Juli Prisc, havia reunit un exèrcit i es preparava per resistir fins que Deci arribés amb reforços, però aquest, que avançava a marxes forçades, fou atacat per sorpresa i derrotat en la batalla de Filipòpolis. Deci es va veure obligat a fugir, abandonant la ciutat a la seva sort. Titus Juli Prisc, davant la derrota dels seus, es va autoproclamar emperador, potser amb l'esperança que d'aquesta manera podria negociar amb Cniva i evitar la caiguda de la ciutat. Però els gots saquejaren Filipòpolis i aconseguiren un quantiós botí. De Titus Julius Priscus no se sap res més i és probable que morís durant la caiguda de la ciutat. Deci reorganitzà el seu exèrcit, i atacar els gots quan aquest tornaven a les seves terres, però en la batalla d'Abritus els romans foren massacrats i el mateix emperador i el seu fill, Herenni Etrusc, foren morts, essent els primers emperadors en la història de Roma en caure en batalla davant d'un enemic estranger. Trebonià Gal, supervivent de la batalla, fou proclamat emperador per les tropes, però davant de la derrota es veié forçat a pactar amb Cniva un tractat força humiliant pels romans. Els gots obtingueren pas lliure cap a les seves terres i a més conservaren tot el botí capturat a Filipòpolis, no només en termes de diners i riqueses, sinó conservant també tots els esclaus, alguns d'ells d'origen noble.

## Els Valerians
A la mort de Marc Emilià en 253, Valerià fou proclamat emperador i immediatament va demanar al senat que reconegués Gal·liè com a coemperador amb el títol d'august i es repartiren l'imperi el 253: el primer es quedà l'Orient i el segon l'Occident, mentre que el seu nebot Corneli Valerià i el seu altre fill Valerià el Jove rebien el títol de cèsar. Valerià fou capturat en la batalla d'Edessa i va acabar la seva vida en el captiveri igual que els romans supervivents i llavors Gal·liè va marxar a Roma per assumir els màxims poders.

## Divisió de l'Imperi

Divisió de l'imperi al 271 dC

L'Imperi va sobreviure a la Crisi del segle III dirigint la seva economia a la defensa a canvi d'establir el Dominat, un estat més centralitzat i burocràtic. Gal·liè va posar en marxa diverses reformes a l'exèrcit per fer front als perills més urgents retirant els senadors del comandament de les legions, que va confiar als cavallers, generalment eren homes experimentats. La forma tradicional de combatre no s'adaptava bé a la forma de lluitar dels gots i, en conseqüència també va canviar la forma de combatre, donant un lloc preeminent a la cavalleria aconseguint un exèrcit més movible i ràpid de desplaçar. La pesta de Cebrià estava causant molts morts a tot Europa i Gal·liè es va veure obligat a reclutar mercenaris bàrbars com a vexillatio, un cos a banda de la tropa habitual, i al seu cap va situar un magister equitum. L'increment en la despesa militar i les guerres civils causades per una la successió inestable, van provocar un augment dels impostos en detriment de la indústria.
Els alamans van creuar el Rin i van arribar fins al nord d'Itàlia, on Gal·liè els va poder rebutjar i mentre Gal·liè era a Roma, el general Pòstum va restaurar l'ordre a l'àrea del Rin a la part inferior i pel seu valor i noblesa es va guanyar l'adhesió de l'exèrcit i dels gals i les tropes van instar el governador a declarar-se independent i aquest, que era un ciutadà romà d'origen gal, es va proclamar Pòstum I, amb tots els honors d'un emperador romà tot i que no tenia intenció de conquerir Roma sinó crear l'Imperi de les Gàl·lies. L'any 268, l'imperi s'havia dividit en tres estats competidors: l'Imperi de les Gàl·lies a les Gàl·lies, Hispània i Britànnia, l'Imperi de Palmira comprenia les províncies romanes de Síria-Palestina, Egipte i zones del sud-est de l'Àsia Menor; i, entre ells, l'Imperi Romà de centre italià pròpiament dit. Durant els vuit anys següents, el desordre s'accentuà amb els trenta tirans, emperadors nomenats a les províncies que regnaven alhora.
El 267, els Hèruls construïren una gran flota de 500 naus i amb ella saquejaren la costa del Mar Negra, arribant a atacar, sense èxit, la mateixa ciutat de Bizanci i Cízic, on foren derrotats per la flota romana. D'allí es dirigiren cap a la mar Egea on saquejaren les illes de Lemnos i Scyros, així com nombroses ciutats del sud de Grècia (província d'Acaia). Fins i tot arribaren a posar setge a Atenes, però foren derrotats per una milícia liderada per l'historiador Dexip. Rebutjats cap al nord, finalment foren interceptats per l'exèrcit de l'emperador Galiè, que els va derrotar en la batalla de Nestus, un riu en la frontera entre Macedònia i Tràcia, obligant el seu cabdill, Naulobatus, a pactar la pau amb els romans. Aconseguida la victòria, Galiè va retornar a Itàlia a marxes forçades doncs Aureol s'havia revoltat proclamant-se emperador. Enganyat pels seus propis oficials, Galiè no va arribar a enfrontar-se a l'usurpador, ja que fou assassinat l'estiu del 268 i Claudi II pujà al tron, gairebé sense temps per preparar-se per fer front a un segon contingent bàrbar que havia envaït el nord d'Itàlia creuant pel Pas del Brenner. Un gran contingent va passar la tardor a la Itàlia septentrional i els dos exèrcits es trobaren als voltants del llac Garda. En la batalla del llac Benacus els romans aconseguiren una gran victòria i els alamans perderen la meitat de les seves forces permetent a Claudi enfrontar-se als Gots que encara restaven a Pannònia i als que va derrotar en la batalla de Naïssus, donant la guerra per finalitzada.

## Aurelià
El 272, Aurelià es va decidir a reconquerir les perdudes províncies orientals, conegudes com l'Imperi de Palmira i governades per la reina Zenòbia. Aquest Imperi comprenia Síria, Palestina, Egipte i territoris de l'Àsia Menor. En el seu camí, Aurelià va passar per Tràcia on van derrotar els bàrbars de la frontera dirigits per Cannabaudes. Per aquest triomf, Aurelià es va guanyar el títol de Gothicus Maximus, si bé va decidir abandonar la província de Dàcia al nord del Danubi als gots, per estar massa exposada i ser difícil de defensar. Els territoris al sud del Danubi s'integraren a Mèsia, sota el nom de Dàcia Aureliana, amb Sofia com a capital.
Seguidament va travessar el Bòsfor, cap a Bitínia i Frígia. Els romans van assaltar Tíana que els havia tancat les portes però que es va salvar de la destrucció mercès a Apol·loni de Tíana), ja que aquest s'aparegué a Aurelià en somnis. Els romans van seguir fins a l'Orontes, a la vora del qual es van trobar amb Zenòbia no gaire lluny d'Antioquia. Els palmirans foren rebutjats cap a Emesa on foren de nou derrotats i empesos cap a Palmira. Finalment aquesta fou també conquerida i Zenòbia fou capturada quan intentava fugir. Ella i el seu fill Vabalat foren capturats i enviats a Roma per ser exhibits pels carrers. Malgrat tot, quan Aurelià es trobava a Egipte enfrontant-se a l'usurpador Firmus, Palmira es va revoltar de nou. Aquest cop, Aurelià va tornar a ocupar la ciutat, va massacrar a tota la població, i la va arrasar. Palmira no es recuperaria mai d'aquest cop i Aurelià es guanyaria el títol de Parthicus Maximus (autoritat suprema dels parts) i Restitutor Orientis (Restaurador d'Orient).
De nou a Roma, el victoriós Aurelià va decidir posar fi a l'Imperi de les Gàl·lies, atès que les Gàl·lies, Britànnia i Hispània estaven en mans de Tètric I. Sembla que Tètric va intentar negociar però Aurelià el va derrotar a prop de Châlons-en-Champagne i Tètric es va rendir sense lluita, rendició que li fou recompensada amb un alt càrrec a Itàlia, i els soldats, privats del qui els comandava, foren fàcilment derrotats. Així Aurelià va reunificar l'Imperi Romà i el senat romà el va honorar amb el títol de Restitutor Orbis ("Restaurador del Món"). No obstant això, Aurelià va ser assassinat el 275 a Dàcia, provocant una sèrie de cinc emperadors competidors amb regnats curts, tots assassinats La situació no es va estabilitzar fins que Dioclecià, ell mateix un emperador de caserna, va prendre el poder l'any 284.

## Els Emperadors il·liris
Marc Claudi Tàcit, el darrer elegit pel senat romà, fou emperador romà del 25 de setembre de 275 al juny del 276 i la seva política anava encaminada a revalorar el senat, però va arribar al càrrec quan ja era molt gran i no va poder superar una malaltia, que va ser la causa del seu breu regnat. En conèixer la mort de Tàcit, el seu mig germà Florià es va proclamar emperador però el general Probe també es va proclamar successor i després d'un enfrontament entre els dos rivals, Probe es va imposar.
El regnat de Probe fou una contínua successió d'èxits militars. A la Gàl·lia va lluitar contra els lugis, els alamans i els francs que havien travessat el Rin; va recuperar sis ciutats, va matar quatre-cents mil germànics, als que va expulsar a l'altre costat del riu, va entrar a Germània i va integrar, degudament repartits, a setze mil germànics entre les legions romanes; va establir una sèrie de fortaleses a l'interior de Germània que va planejar convertir en província. Per aquestes actuacions el senat li va concedir el títol de Germanicus Maximus. Després va marxar a Rècia, Nòric i a Tràcia on els vàndals causaven conflictes i foren obligats a una submissió o a una aliança; els bandits d'Isàuria i els salvatges blèmies del sud d'Egipte foren derrotats i dispersats. Després va ordenar la reconstrucció de ponts sobre el Nil i els seus canal, al voltant dels quals hi havia establerta la major producció de cereals de l'imperi. Amb Pèrsia es va signar un tractat. Les revoltes de Juli Saturní a Alexandria, i de Tit Eli Pròcul i Bonós a la Gàl·lia foren suprimides ràpidament. Probe es trobava el 282 al Nòric quan els soldats es van amotinar, exigint el nomenament de Marc Aureli Car, i entre setembre i desembre d'aquell any Probe fou assassinat i Car es va quedar sense rival. Després de la mort de Car en 284 els seus fills Numerià i Carí i quan Numerià va morir a l'Àsia Menor, Carí va assumir el poder en solitari però a orient els generals es van reunir i van escollir Dioclecià com a emperador. Carí no va acceptar aquesta usurpació i va reunir un exèrcit a la Gàl·lia per combatre'l, sent derrotat.

## Dioclecià

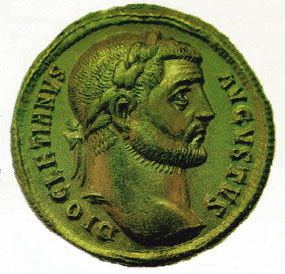
L'emperador Dioclecià: sota el seu regnat (284 a 305), es donà per acabada la crisi del segle III

Dioclecià (284-305) aconseguí ordenar el territori romà a base d'una racionalització administrativa i d'una estructura de poder centrada sobre la seva persona. L'imperi es dividí en dues grans demarcacions: Orient i Occident, amb dues prefectures cadascuna, governades per Prefecte del Pretori. Les prefectures es dividien en diòcesis, dotze en total, al davant de les quals hi havia els vicaris. Les diòcesis contenien diverses províncies, i aquestes estaven dividides en districtes i ciutats. Els convents judicials de l'època anterior van desaparèixer Les províncies van seguir en mans de procònsols o llegats, anomenats també Praesides, als quals es va designar un auxiliar per a les funcions militars amb el títol de "Dux". La desaparició de províncies senatorials (reduïdes a Àsia i Àfrica) va fer disminuir fins i tot més el poder del Senat, convertit en òrgan consultiu no vinculant. En algunes províncies hi podia haver diversos Duces però un sol Praeses. El nombre de províncies va arribar el 297 a noranta-sis, quan el 284 eren cinquanta-set. Més tard fins i tot van augmentar més, fins a cent vint a principis del segle IV. Per a l'organització de l'imperi augmentà dràsticament els impostos per pagar la nombrosa burocràcia imperial. La conseqüència d'aquesta política financera fou la ruïna dels camperols lliures.
Dioclecià, seguidor del culte romà tradicional va perseguir els cristians, que havien adquirit una influència notable, estenent-se per totes les províncies i capes socials, minant la lleialtat del poble cap a l'Estat, i negant-se a adorar al Sol, Mitra i als Emperadors. Dioclecià associà la seva imatge amb la del líder del panteó romà, Júpiter, mentre que el seu coemperador Maximià s'associà a la d'Hèracles. Aquesta connexió entre déu i emperador ajudà a legitimar les demandes de poder dels emperadors i a unir estretament el govern imperial i el culte tradicional. La persecució de Dioclecià va ser la més greu, ja que aquest va voler reformar l'imperi en tots els aspectes i una part molt essencial de la seva política era reforçar el culte imperial. La instigació d'això li vingué dels cèsars Maximià i Galeri; fins i tot ciutats senceres cristianes van ser arrasades. Va ser tan llarga aquesta persecució que va ser anomenada l'Era dels Màrtirs, i entre els més cèlebres s'hi compten diversos papes, Sant Sebastià, Sant Pancraç i Santa Agnès.